# Amira Elmissiry
Amira Elmissiry là một luật sư người Zimbabwe, làm việc với tư cách là Giám đốc đầu tư trong Bộ phận điều hành khu vực tư nhân Ngân hàng Phát triển châu Phi, có trụ sở tại Abidjan, Bờ Biển Ngà.

## Bối cảnh và giáo dục
Elmissiry theo học ngành Luật tại Đại học Cardiff vào năm 2000. Cô tốt nghiệp bằng Cử nhân Luật (LLB) vào năm 2004. Từ năm 2004 đến 2006, cô học tại Trường Luật Thành phố (thuộc Thành phố, Đại học Luân Đôn), nơi cô tham dự Khóa đào tạo Luật sư chuyên nghiệp, và được mời đến Tòa án ở Vương quốc Anh vào năm 2006. Cô tiếp tục học tại Trường Luật Thành phố, tốt nghiệp năm 2009 với bằng Thạc sĩ Luật (LLM), chuyên ngành Công lý phục hồi. Năm 2016, cô đăng ký vào Đại học Lãnh đạo Châu Phi để lấy bằng Thạc sĩ Quản trị Kinh doanh (MBA) và tốt nghiệp vào năm 2018.

## Kinh nghiệm làm việc
Trong thời gian hai năm, từ tháng 9 năm 2005 đến tháng 9 năm 2007, cô làm Quản lý Chương trình và Nhà nghiên cứu chính cho một tổ chức phi chính phủ có tên là Sáng kiến Thay đổi Quốc tế. Cô cũng từng đảm nhận vai trò Quản lý dự án và là Giảng viên nhân quyền tại Đại học Witwatersrand, là một phần của dự án được tài trợ bởi Hợp tác kỹ thuật Đức và Cộng đồng Phát triển Nam Phi,, từ tháng 1 năm 2007 đến tháng 5 năm 2008.
Vào tháng 8 năm 2009, cô được thuê bởi Ngân hàng Phát triển Châu Phi, tại trụ sở ở Tunis, Tunisia, làm việc cho đến tháng 8 năm 2010. Sau đó, cô được bổ nhiệm làm Giám đốc Đầu tư tại Bộ phận hoạt động tài chính, và làm việc đến tháng 8 năm 2011.
Năm 2014, Amira Elmissiry được vinh danh là "20 phụ nữ quyền lực trẻ nhất châu Phi 2014", theo Tạp chí Forbes.